# العلاقات الغرينادية الموريتانية
العلاقات الغرينادية الموريتانية هي العلاقات الثنائية التي تجمع بين غرينادا وموريتانيا.

## مقارنة بين البلدين
هذه مقارنة عامة ومرجعية للدولتين:
| وجه المقارنة                                              | غرينادا                                | موريتانيا                 |
| --------------------------------------------------------- | -------------------------------------- | ------------------------- |
| المساحة (كم2)                                             | 348                                    | 1.03 مليون                |
| عدد السكان (نسمة)                                         | 107.83 ألف                             | 4.42 مليون                |
| الكثافة السكانية (ن./كم²)                                 | 30.99 ألف                              | 4.29                      |
| العاصمة                                                   | سانت جورجز                             | نواكشوط                   |
| اللغة الرسمية                                             | لغة إنجليزية، إنكليزية غرنادة المولدة ‏ | اللغة العربية، لغة فرنسية |
| العملة                                                    | دولار شرق الكاريبي                     | أوقية موريتانية، أوقية ‏   |
| الناتج المحلي الإجمالي (بليون دولار)                      | 1.12 مليار                             | 5.02 مليار                |
| الناتج المحلي الإجمالي (تعادل القوة الشرائية) بليون دولار | 1.45 مليار                             |                           |
| الناتج المحلي الإجمالي الاسمي للفرد دولار أمريكي          | 9.21 ألف                               |                           |
| الناتج المحلي الإجمالي للفرد دولار أمريكي                 | 12.43 ألف                              | 3.91 ألف                  |
| مؤشر التنمية البشرية                                      | 0.750                                  | 0.506                     |
| رمز المكالمات الدولي                                      | +1473                                  | +222                      |
| رمز الإنترنت                                              | .gd                                    | .mr                       |
| المنطقة الزمنية                                           | 00                                     | 00                        |

## منظمات دولية مشتركة
يشترك البلدان في عضوية مجموعة من المنظمات الدولية، منها:
| علم المنظمة | اسم المنظمة                                 | تاريخ انضمام غرينادا | تاريخ انضمام موريتانيا |
| ----------- | ------------------------------------------- | -------------------- | ---------------------- |
|             | الاتحاد البريدي العالمي                     | ?                    | ?                      |
|             | يونسكو                                      | 17 فبراير 1975       | 10 يناير 1962          |
|             | البنك الدولي للإنشاء والتعمير               | 27 أغسطس 1975        | 10 سبتمبر 1963         |
|             | منظمة التجارة العالمية                      | ?                    | 31 مايو 1995           |
|             | وكالة ضمان الاستثمار متعدد الأطراف          | 12 أبريل 1988        | 8 سبتمبر 1992          |
|             | الاتحاد الدولي للاتصالات                    | 17 نوفمبر 1981       | 18 أبريل 1962          |
|             | منظمة الشرطة الجنائية الدولية               | ?                    | ?                      |
|             | مؤسسة التمويل الدولية                       | 28 أغسطس 1975        | 29 ديسمبر 1967         |
|             | الأمم المتحدة                               | 17 سبتمبر 1974       | 27 أكتوبر 1961         |
|             | مجموعة دول أفريقيا والكاريبي والمحيط الهادئ | ?                    | ?                      |
|             | مؤسسة التنمية الدولية                       | 28 أغسطس 1975        | 10 سبتمبر 1963         |
|             | منظمة حظر الأسلحة الكيميائية                | ?                    | ?                      |
|             | المركز الدولي لتسوية المنازعات الاستشارية   | 23 يونيو 1991        | 14 أكتوبر 1966         |